# The Hot Scots
The Hot Scots (br.: Limpeza profissional) é um filme curta metragem estadunidense de 1948 do gênero Comédia, dirigido por Edward Bernds. É o 108º de um total de 190 da série com os Três Patetas produzida entre 1934 e 1959 pela Columbia Pictures.

## Enredo
Os Três Patetas estão na Europa e respondem a um anúncio de jornal da Scotland Yard que procurava por "detetives". São contratados para a missão de "buscarem papéis perdidos", ou seja, como jardineiros (uma piada para a palavra em inglês "Yard men", como são chamados os investigadores da Scotland Yard, mas que literalmente é traduzido como "homens do jardim" ou jardineiros).
Quando recolhem papéis no jardim, os Patetas encontram uma mensagem que pede três detetives para investigarem um castelo na Escócia com fama de mal-assombrado. Achando que é uma nova missão, os Patetas viajam até lá e se apresentam ao Conde Glenheather (Herbert Evans), o dono do castelo, como os detetives McMoe, McLarry e McShemp, vestidos com trajes tradicionais da Escócia. O Conde se ausenta do castelo e pede aos Patetas para que vigiem seus bens. Mas, durante a noite, um trio de ladrões que estava disfarçado de criados, começa a saquear o castelo. Depois de muitos sustos, com os ladrões tentando se passar por fantasmas, os Patetas conseguem prendê-los. Na cena final, o Conde abre um armário para pegar uma empoeirada garrafa de uisque e comemorar com os Patetas o fato deles terem provado não haver fantasmas no castelo, mas correm assustados ao verem ali um esqueleto dançando e tocando uma gaita de foles.